# Agentura Evropské unie pro Kosmický program
Agentura Evropské unie pro Kosmický program (anglicky European Union Agency for the Space Programme, zkráceně EUSPA) je agentura Evropské unie, která zajišťuje plnění tzv. kosmického programu EU. EUSPA je samostatný subjekt od Evropské kosmické agentury (ESA), tyto dva subjekty však úzce spolupracují.

## Historie a cíle

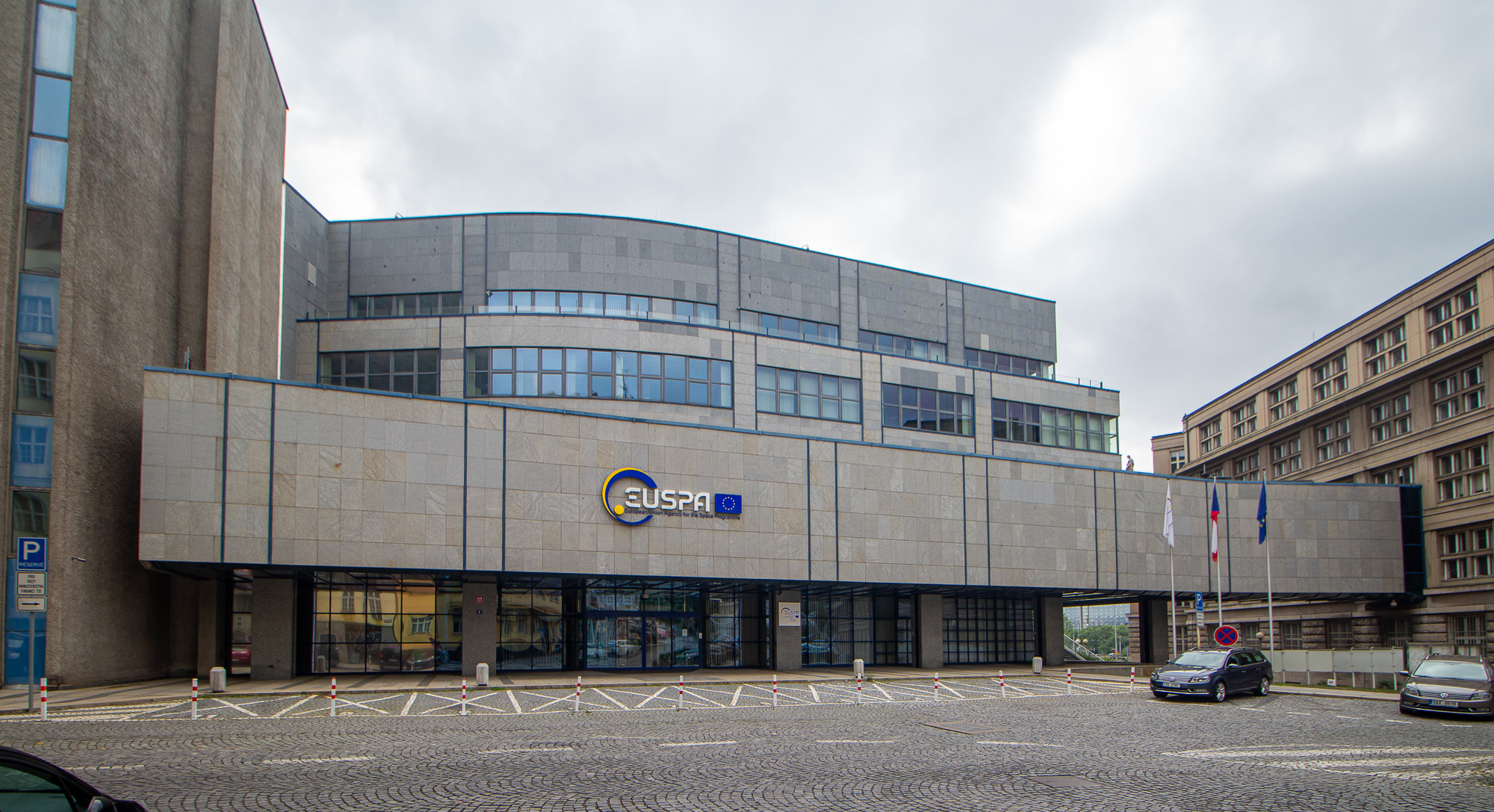
Praha-Holešovice, budova EUSPA

Původně byla EUSPA vytvořena v roce 2004 jako Evropský úřad pro dohled nad globálními družicovými navigačními systémy (GSA). V roce 2010 byla reorganizována na Evropskou agenturu pro globální družicové navigační systémy (také GSA) a ve své současné podobě byla založena 12. května 2021.
V červnu 2018 Evropská komise navrhla přeměnit Agenturu pro evropský GNSS na Agenturu Evropské unie pro vesmírný program (EUSPA), agregovat a konsolidovat roli agentury pro Galileo, EGNOS, konstelaci Copernicus pro pozorování Země a nová iniciativa Governmental Satellite Communication (GOVSATCOM).  V prosinci 2020 Evropská komise oznámila politickou dohodu mezi Evropským parlamentem a Radou o vesmírném programu EU. Dne 28. dubna 2021 schválil Evropský parlament aktualizaci nařízení EU o vesmírném programu, která otevřela cestu k vytvoření Agentury Evropské unie pro vesmírný program. Nařízení zřizuje kosmický program Evropské unie pro vesmír, definuje její kompetence a fungování a také rozpočet ve výši 14 872 milionů eur v rámci víceletého finančního rámce 2021–2027, což je nejvyšší částka, jakou kdy Brusel na vesmírné programy vyčlenil.  V platnost vstoupila 12. května 2021.
Sídlo agentury EUSPA je v Praze-Holešovicích, na stejném místě, kde od roku 2012 sídlila i tato její přímá předchůdkyně. Řídící střediska družic Galileo se nachází v německém Oberpfaffenhofenu a italském Fucinu, servisní středisko pro uživatele ve španělském Torrejónu.
V roce 2025 se má agentura z Holešovic přestěhovat do administrativní budovy Nová Palmovka. Počet zaměstnanců, externích odborníků a konzultantů se má v roce 2027 zvýšit z původních 230 až na 550.

### Cíle
Mezi cíle programu patří mimo jiné poskytování dat a služeb souvisejících se zkoumáním vesmíru, zvyšování bezpečnosti a udržitelnosti všech činností týkajících se kosmických objektů a kosmické tříště, nebo zajišťování správné funkčnosti navigačních systémů Galileo či EGNOS.
Centrum poskytuje tyto služby:
1. GSC poskytuje základní služby pro uživatelskou komunitu prostřednictvím webového portálu a help desku a provozuje webovou stránku www.gsc-europa.eu pro zodpovídání dotazů.
2. Distribuce aktuálních informací: informace o stavu programu, výkonu systému, výzkumu a další. Informace o stavu programu a dokumentech ICD (Interface Control Document).
3. Podpora poskytování služeb: výměna poznatků o výzkumu a vývoji a oborových znalostí jednotlivých segmentů trhu.
4. Vývoj aplikací a produktů s přístupem k tržním expertům v klíčových segmentech.
5. Asistence marketingových expertů v klíčových segmentech.

## Kontroverze
Koncem roku 2023 výkonný ředitel EUSPA ukončil významnou smlouvu o smluvním zastoupení, což vedlo k propuštění přibližně 100 zaměstnanců RHEA. Nedostatečná transparentnost tohoto rozhodnutí a chaotické okolnosti provedení vyšetřuje OLAF (Evropský úřad pro boj proti podvodům).